# Paris-Bourges 2008
Paris-Bourges 2008 est la 58e édition de la course cycliste française Paris-Bourges se déroulant le 9 octobre 2008 entre Gien (Loiret) et Bourges (Cher), sur une distance de 194,3 kilomètres.
La course fait partie de la 4e édition du circuit continental européen UCI Europe Tour en catégorie 1.1 et constitue la dernière des quatorze courses de la 17e édition de la coupe de France de cyclisme sur route.
L'épreuve est remportée par l'Autrichien Bernhard Eisel évoluant dans l'équipe américaine Columbia.

## Présentation

### Équipes
21 équipes sont au  départ de la course : neuf équipes UCI ProTeam, quatre équipes continentales professionnelles, sept équipes continentales et une équipe régionale belge.
| ProTeams (9)- Columbia - AG2R-La Mondiale - Caisse d'Épargne - Cofidis-Le Crédit par Téléphone - La Française des jeux - Bouygues Telecom - CSC Saxo Bank - Crédit agricole - Astana Équipes continentales professionnelles (4)- Mitsubishi-Jartazi - Agritubel - Topsport Vlaanderen - Landbouwkrediet-Tönissteiner Équipes continentales (7)- Bretagne-Armor Lux - Auber 93 - Roubaix Lille Métropole - Differdange-Apiflo Vacances - Willems Veranda´s - Van Vliet-EBH Elshof - A-Style Somn Équipe régionale et de club- Beveren 2000 |
| |

## Classement final
| \| Classement général \| Classement général \| Classement général \| Classement général \| Classement général \| \| Coureur \| Coureur \| Pays \| Équipe \| Temps \| \| ------------------ \| ------------------ \| ------------------ \| ------------------------------- \| ------------------ \| \| 1er \| Bernhard Eisel \| Autriche \| Columbia \| 4 h 35 min 54 s \| \| 2e \| Cédric Pineau \| France \| AG2R-La Mondiale \| + 0 s \| \| 3e \| Anthony Charteau \| France \| Caisse d'Épargne \| + 0 s \| \| 4e \| Antoine Dalibard \| France \| \| + 0 s \| \| 5e \| Nicolas Hartmann \| France \| Cofidis-Le Crédit par Téléphone \| + 0 s \| \| 6e \| Philippe Gilbert \| Belgique \| La Française des jeux \| + 5 min 26 s \| \| 7e \| Thomas Voeckler \| France \| Bouygues Telecom \| + 5 min 26 s \| \| 8e \| Matti Breschel \| Danemark \| CSC Saxo Bank \| + 5 min 26 s \| \| 9e \| Renaud Dion \| France \| AG2R-La Mondiale \| + 5 min 26 s \| \| 10e \| Stefan van Dijk \| Pays-Bas \| Mitsubishi-Jartazi \| + 5 min 41 s \| |                  |          |                                 |                 |
| |                  |          |                                 |                 |
| Source : ProCyclingStats |                  |          |                                 |                 |
| Classement général |                  |          |                                 |                 |
| Coureur | Coureur          | Pays     | Équipe                          | Temps           |
| 1er | Bernhard Eisel   | Autriche | Columbia                        | 4 h 35 min 54 s |
| 2e | Cédric Pineau    | France   | AG2R-La Mondiale                | + 0 s           |
| 3e | Anthony Charteau | France   | Caisse d'Épargne                | + 0 s           |
| 4e | Antoine Dalibard | France   |                                 | + 0 s           |
| 5e | Nicolas Hartmann | France   | Cofidis-Le Crédit par Téléphone | + 0 s           |
| 6e | Philippe Gilbert | Belgique | La Française des jeux           | + 5 min 26 s    |
| 7e | Thomas Voeckler  | France   | Bouygues Telecom                | + 5 min 26 s    |
| 8e | Matti Breschel   | Danemark | CSC Saxo Bank                   | + 5 min 26 s    |
| 9e | Renaud Dion      | France   | AG2R-La Mondiale                | + 5 min 26 s    |
| 10e | Stefan van Dijk  | Pays-Bas | Mitsubishi-Jartazi              | + 5 min 41 s    |